# Concepción las Mesas
Concepción las Mesas är en ort i Mexiko.   Den ligger i kommunen Mesones Hidalgo och delstaten Oaxaca, i den sydöstra delen av landet, 300 km söder om huvudstaden Mexico City. Concepción las Mesas ligger 542 meter över havet och antalet invånare är 543.
Terrängen runt Concepción las Mesas är huvudsakligen kuperad, men åt sydväst är den platt. Terrängen runt Concepción las Mesas sluttar västerut. Runt Concepción las Mesas är det ganska glesbefolkat, med 27 invånare per kvadratkilometer. Närmaste större samhälle är Santa María Zacatepec, 13,3 km söder om Concepción las Mesas. Omgivningarna runt Concepción las Mesas är en mosaik av jordbruksmark och naturlig växtlighet.